# 路璧
路璧（1412年—？），字斐資，江西吉安府安福縣人，民籍。明朝政治人物。進士出身。

## 生平
江西鄉試第三十一名。正統七年（1442年）壬戌科會試第一百十三名，殿試登進士第三甲第三十五名，授工科給事中，以憂歸。景泰二年復除，屢陞戶科都給諫，歷雲南左參政，官至福建左布政使。

## 家族
曾祖路文明。祖父路仲節。父亲路世清。